# Musiklärare
Musiklärare undervisar vanligtvis i den obligatoriska grundskolan eller i musik- och kulturskolans frivilliga undervisning. De vanligaste utbildningsinriktningarna för musiklärare är därför klasslärare (för grundskolan och gymnasiet) eller instrumental- och ensemblelärare (för musik- och kulturskolan). Den här uppdelningen uppstod i och med den så kallade OMUS-reformen 1978, som bland annat var följden av försöksverksamheten med SÄMUS i början och mitten av 70-talet. Andra inriktningar som tillkommit är rytmik, musikteori, komposition, ljudteknik/studioteknik och ensembleledning/dirigering. 
Musiklärare utbildas vid samtliga sex musikhögskolor i Sverige, men utbildningarnas innehåll varierar mellan de olika skolorna. Till exempel kan det allmänna utbildningsområdet (AUO), som nu bytt namn till utbildningsvetenskaplig kärna (UVK), och som är obligatoriskt i alla lärarutbildningar sedan lärarutbildningsreformen 2001, vara helt separerat från musikstudierna eller mer integrerat med dessa. Man kan också läsa till musiklärare på universitet, som t.ex. Linnéuniversitetet, www.lnu.se, där man även kan läsa musikproduktion och musikvetenskap. Tidigare fanns en särskild musiklärarexamen, men numera är utbildningen en särskild variant inom lärarprogrammet och ger en lärarexamen i musik. Examen kallas numera för Ämneslärarexamen med inriktning mot gymnasiet, ingång musik, eller liknande.